# (589683) 2010 RF43
2010 RF43 is een transneptunisch object van de "scattered disk" dat in de buitenste regio's van het zonnestelsel draait. Het heeft ongeveer 650 kilometer in diameter en is een waarschijnlijke kandidaat voor een dwergplaneet. Het object werd voor het eerst waargenomen op 9 september 2010 door de Amerikaanse astronomen David Rabinowitz, Megan Schwamb en Suzanne Tourtellotte bij ESO's La Silla-observatorium in het noorden van Chili.

## Baan en classificatie
2010 RF43 draait eens in de 346,82 jaar (halve lange as van 49,7 AE) rond de Zon op een afstand van 37,3-61,4 AE. Zijn baan heeft een excentriciteit van 0,25 en een inclinatie van 31° ten opzichte van de ecliptica. De waarnemingsboog van het hemellichaam begint met een precovery-waarneming genomen op Siding Spring Observatory in augustus 1976.
Vanwege zijn relatief hoge excentriciteit en inclinatie is het een object van de scattered disk in plaats van een van de reguliere Kuipergordelplanetoïde.  Zijn perihelium van 37,5 AE is ook te laag om het tot een object te maken waarvan de baan niet beïnvloed wordt door andere hemellichamen in het zonnestelsel, dat typisch boven 40 AE blijft en nooit in de buurt van de baan van Neptunus komt.

## Fysische kenmerken

### Diameter en albedo
Gebaseerd op een absolute magnitude van 3,9, en een aangenomen albedo van 0,09, schat het archief van Johnston een gemiddelde diameter van ongeveer 735 kilometer, terwijl astronoom Michael Brown uitgaat van een albedo van 0,11 en een diameter van 643 kilometer  berekent met behulp van een zwakkere magnitude van 4,0. Brown karakteriseert het object ook als een "zeer waarschijnlijke dwergplaneet", het een-na-hoogste niveau in zijn classificatieschema.
De Collaborative Asteroid Lightcurve Link gaat uit van een albedo van 0,10 en berekent een diameter van 636 kilometer op basis van een absolute magnitude van 4,1.

### Rotatieperiode
Tot 2020 is er nog geen rotatielichtkromme van dit object verkregen uit fotometrische waarnemingen. De rotatieperiode, pool en vorm van het object blijven onbekend.

## Naamgeving
Deze planetoïde is in 2020 nog niet benoemd.